# Kemal Munir
Kemal Muni (in arabo كمال منير‎?; Il Cairo, ... – ...; fl. XX secolo) è stato un lottatore egiziano, specializzato nello stile greco-romano.

## Biografia
Ha rappresentato l'Egitto ai Giochi olimpici estivi di Londra 1948 nel torneo dei pesi welter in cu è stato eliminato al secondo turno dopo essere stato schienato dal danese Henrik Hansen e dall'italiano Luigi Rigamonti.